# Sándwich de queso

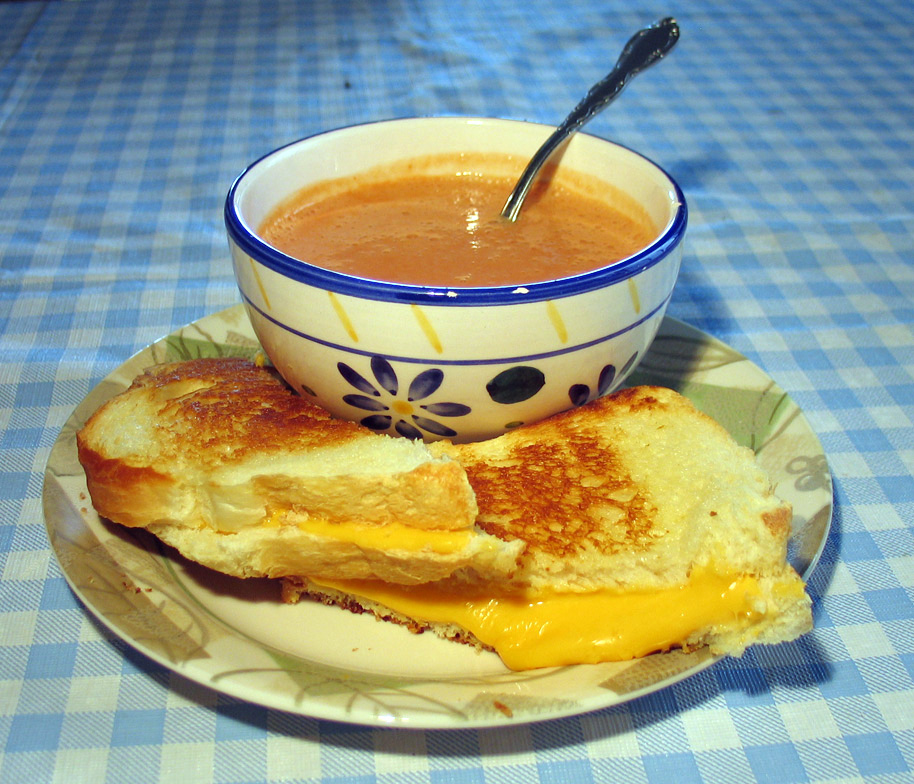
Un sándwich de queso americano a la plancha, acompañado de sopa de tomate, comida común en Estados Unidos.

Un sándwich de queso es un sándwich básico realizado generalmente con una o más rebanadas de cualquier tipo de queso sobre cualquier tipo de pan. Además del queso, también puede incluirse lechuga, tomate, pepinillos y condimentos como mostaza o mayonesa. Los sándwiches de queso pueden comerse en frío o cocinarse de forma que el pan se tueste y el queso se derrita (conocido como sándwich de queso a la plancha o tostado de queso). Los sándwiches de queso con algún tipo de carne (como jamón, tocino, pavo, etc.) se denominan generalmente con nombres más específicos y normalmente sabe dulce o sabroso

## Historia
El pan con queso es un alimento muy antiguo, según estudiosos de Historia de la alimentación, popular en todo el mundo y en muchas culturas; las evidencias indican que la versión moderna del sándwich de queso a la plancha se originó en Estados Unidos en la década de 1920, cuando el pan en rebanadas de bajo costo y el queso americano se volvieron fáciles de conseguir. El cheese dream (sueño de queso) se volvió popular durante la Gran Depresión.
Originalmente se creó como un sándwich abierto, pero añadir la rebanada superior de pan se convirtió en una costumbre común en la década de 1960. Los libros de cocina del gobierno de los Estados Unidos describen a los cocineros de la Marina asando a la parrilla «sándwiches rellenos de queso americano» durante la Segunda Guerra Mundial. Muchas versiones del sándwich de queso a la plancha pueden encontrarse en los menús de restaurantes en todo Estados Unidos.

## Preparación
Los sándwiches de queso en frío, requieren simplemente de colocar las rebanadas de queso sobre el pan, junto con los acompañamientos y los condimentos. El sándwich de queso a la plancha se prepara y luego se cocina hasta que el pan se tueste y el queso se derrita, a veces se combina con algún ingrediente adicional, como pimiento, tomate o cebolla. Puede untarse mantequilla sobre el pan antes de cocinarlo, si bien este último paso es opcional. 
Existen diferentes métodos para cocinar el sándwich, que dependen de la región y las preferencias personales, los métodos más comunes son a la plancha, en una sartén, a la parrilla o en una sandwichera (este método es el más común en el Reino Unido, donde estos sándwiches son llamados toasties). Cuando los sándwiches se elaboran sobre una plancha o sartén abierta, primero se cocina un lado, luego se voltea y se cocina el otro lado. Suele cubrirse la superficie de cocción con mantequilla o aceite. Una técnica alternativa es tostar cada rebanada de pan por separado y luego combinarlas.